# Schirnaidel
Schirnaidel ist ein Gemeindeteil des Marktes Eggolsheim im Landkreis Forchheim (Oberfranken, Bayern).

## Geografie
Das Kirchdorf im Erlanger Albvorland befindet sich etwa zwei Kilometer nordöstlich des Ortszentrums von Eggolsheim auf einer Höhe von 293 m ü. NHN.

## Geschichte
Bis zum Beginn des 19. Jahrhunderts unterstand Schirnaidel der Landeshoheit des Hochstifts Bamberg. Die Dorf- und Gemeindeherrschaft übte dessen Amt Eggolsheim in seiner Funktion als Vogteiamt aus. Auch die Hochgerichtsbarkeit stand diesem Amt als Centamt zu.
Als das Hochstift Bamberg infolge des Reichsdeputationshauptschlusses 1802/03 säkularisiert und unter Bruch der Reichsverfassung vom Kurfürstentum Pfalz-Baiern annektiert wurde, wurde Schirnaidel Bestandteil der bei der „napoleonischen Flurbereinigung“ in Besitz genommenen neubayerischen Gebiete.
Durch die Verwaltungsreformen zu Beginn des 19. Jahrhunderts im Königreich Bayern wurde Schirnaidel mit dem Zweiten Gemeindeedikt 1818 Bestandteil der Landgemeinde Eggolsheim. Im Jahr 1987 hatte Schirnaidel 46 Einwohner.

## Verkehr
Gemeindeverbindungsstraßen verbinden Schirnaidel mit Unterstürmig im Westen und Eggolsheim im Südwesten. Vom ÖPNV wird das Dorf nicht bedient, der nächstgelegene Bahnhof an der Bahnstrecke Nürnberg–Bamberg befindet sich in Eggolsheim.

## Baudenkmäler

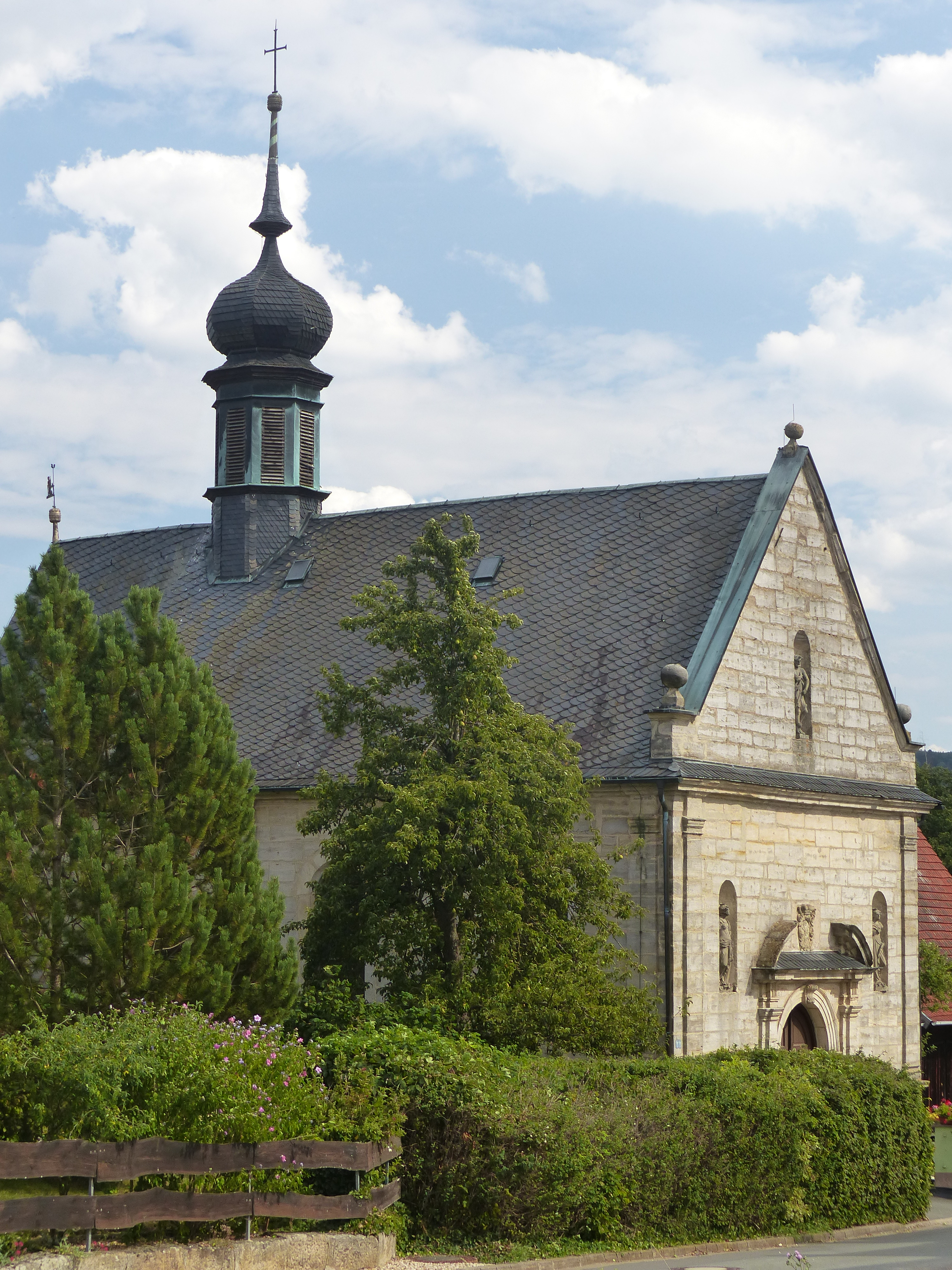
Die Kirche von Schirnaidel

In und um Schirnaidel gibt es zwei denkmalgeschützte Objekte: die Kirche des Ortes und eine Sandsteinskulptur in Form eines Kreuzschleppers außerhalb des Ortes.